# Боккачини, Коринна
Коринна Боккачини (итал. Corinna Boccacini род. 10 марта 1985 года, Удине, Италия) — итальянская сноубордистка, выступающая в параллельных дисциплинах. Чемпионка мира среди юниоров (2005), чемпионка зимней Универсиады (2007), участница трех Олимпийских игр (2006, 2010 и 2014).

## Спортивная карьера
Коринна Боккачини дебютировала на международной арене 17 января 2001 года на этапе Кубка мира в итальянском Кронплатце, заняв 61-е место в параллельном гигантском слаломе. Лучшим результатом выступлений Коринны Боккачини на этапах Кубка мира стало 4-е место в параллельном гигантском слаломе на этапе в корейском Санву в 2007 году и 4-е место в параллельном слаломе на этапе в итальянском Лимоне-Пьемонте в 2010 году. Самым успешным для Коринны Боккачини стал сезон Кубка мира 2007/2008, когда она заняла в общем зачёте параллельных дисциплин 17-е место.
Коринна Боккачини 4 раза принимала участие в чемпионатах мира среди юниоров. В 2005 году в Церматте выиграла золото в параллельном гигантском слаломе.
В 2005 году на Универсиаде в австрийском Инсбруке завоевала бронзу в параллельном гигантском слаломе. Через 2 года на Универсиаде в Турине стала чемпионкой в параллельном слаломе.
5 раз Коринна Боккачини участвовала в чемпионатах мира. Лучшим результатом спортсменки стало 9-е место в параллельном гигантском слаломе на чемпионате в испанской Ла-Молине.
Коринна Боккачини 3 раза была участницей Олимпийских игр. В 2006 году она стала 19-й в параллельном гигантском слаломе. Через 4 года в Ванкувере была 26-й. На Зимних Олимпийских играх в Сочи Коринна Боккачини стала 16-й в параллельном гигантском слаломе и 4-й в параллельном слаломе, проиграв в малом финале за бронзу Амели Кобер из Германии.

## Спортивные достижения
- Чемпионка мира среди юниоров (2005);
- Чемпионка Универсиады (2007);
- Бронзовый призёр Универсиады (2005);
- Многократная чемпионка и призёр чемпионатов Италии.